# Walentin Asmus
Walentin Fierdinandowicz Asmus (ros. Валенти́н Фердина́ндович А́смус; ur. 1894 w Kijowie, zm. 5 czerwca 1975 w Moskwie) – rosyjski filozof i historyk filozofii, uhonorowany tytułem „Zasłużony Działacz Nauki RFSRR”. W 1919 roku ukończył studia na wydziale historyczno-filologicznym Uniwersytetu Kijowskiego. Od 1939 roku był profesorem Moskiewskiego Uniwersytetu Państwowego. W 1968 został starszym pracownikiem naukowym Instytutu Filozofii Akademii Nauk ZSRR.
Pisał prace z zakresu historii logiki, historii filozofii, literaturoznawstwa oraz estetyki. Za udział w pracy zbiorowej pt. „Historia filozofii”, która zyskała slangową nazwę „szary koń” (ros. серая лошадь), został wyróżniony Nagrodą Stalinowską oraz otrzymał nagrodę w wysokości 900 rubli od Instytutu Filozofii Akademii Nauk ZSRR.

## Publikacje
Przekłady na język polski
- Demokryt. Wybór fragmentów Demokryta i świadectw starożytnych o Demokrycie. Warszawa: Książka i Wiedza, 1961. (pol.). Brak numerów stron w książce 146 s.
- Descartes. Warszawa: Książka i Wiedza, 1960. Brak numerów stron w książce 493 s.
- Lew Tołstoj. Warszawa: Wiedza Powszechna, 1964. Brak numerów stron w książce 229 s.